# Reviens
Reviens – drugi francuskojęzyczny studyjny album Garou, wydany 10 maja 2003 roku.
Do współpracy artysta zaprosił wielu najważniejszych twórców z płyty Seul. Duet Plamondon-Musumarra, odpowiedzialny za największe przeboje Garou, „Seul” i „Gitan” stworzył dwa potencjalne hity „Quand passe la passion” z towarzyszeniem włoskiej orkiestry Salvatore Campanille i „Au coeur de la terre”. Ponowna współpraca z Didierem Barbelivienem zaowocowała powstaniem energetycznej i żywiołowej piosenki „Hemingway”. Odpowiedzialny za duet „Sous le vent” Jacques Veneruso napisał tytułowo-singlowy utwór „Reviens”. Na albumie znajduje się też niezwykłe trio – piosenkę „Le sucre et le sel” artysta zaśpiewał z bliźniaczkami Annie i Suzie Villeneuve. Dzięki temu albumowi Garou rozpoczął współpracę z dwoma francuskimi artystami Geraldem de Palmas i Jean-Jacquesem Goldmanem.

## Wersje albumu
- CD – wersja standardowa
- CD special edition – płyta wydana ponownie 21 maja 2004 z bonusowym utworem „La riviere de notre enfance”

31 maja 2004 album został też wydany w dwupłytowym zestawie razem z albumem Seul.

## Lista utworów
| #   | Tytuł                                                          | Autor tekstu             | Kompozytor                   | Czas |
| --- | -------------------------------------------------------------- | ------------------------ | ---------------------------- | ---- |
| 1.  | „Passe ta route”                                               | Jacques Veneruso         | Jacques Veneruso             | 2:55 |
| 2.  | „Et si on dormait”                                             | Gerald de Palmas         | Gerald de Palmas             | 3:39 |
| 3.  | „Hemingway”                                                    | Didier Barbelivien       | Didier Babrelivien           | 4:15 |
| 4.  | „L’aveu”                                                       | Sophie Nault             | Claude Pineault              | 3:51 |
| 5.  | „Reviens (ou te caches-tu?)”                                   | Jacques Veneruso         | Jacques Veneruso             | 3:12 |
| 6.  | „Pour l’amour d’une femme”                                     | Luc Plamondon, Aldo Nova | Ago Jeremy-Michael De Paul   | 3:58 |
| 7.  | „Pendant que mes cheveux poussent”                             | Erick Benzi              | Erick Benzi                  | 2:17 |
| 8.  | „Les filles”                                                   | Jean-Jacques Goldman     | Jean-Jacques Goldman         | 3:07 |
| 9.  | „Le sucre er le sel” (oraz Annie, Suzie Villeneuve)            | Erick Benzi              | Erick Benzi                  | 3:52 |
| 10. | „Quand passe la passion” (oraz orkiestra Salvatore Campanille) | Luc Plamondon            | Romano Musumarra             | 3:53 |
| 11. | „Au coeur de la terre”                                         | Luc Plamondon            | Romano Musumarra             | 3:36 |
| 12. | „Priere indienne”                                              | Jacques Veneruso         | Jacques Veneruso             | 3:55 |
| 13. | „Tout cet amour la”                                            | Jean-Jacques Goldman     | Jean-Jacques Goldman         | 4:30 |
| 14. | „Ne me parlez plus d’elle”                                     | Roger Lapointe           | Roger Tabra, Stephane Dufuor | 3:40 |
| 15. | „Ton premier regard”                                           | Gildas Arzel             | Gildas Arzel                 | 4:26 |
| 16. | „Une derniere fois encore” (gośc. Gildas Arzel)                | Gildas Arzel             | Gildas Arzel                 | 3:40 |

## Certyfikaty i sprzedaż
| Kraj       | Certyfikat         | Sprzedaż | Najwyższa pozycja |
| ---------- | ------------------ | -------- | ----------------- |
| Belgia     | złota płyta        |          | 1                 |
| Francja    | 2x platynowa płyta | 600 000+ | 3                 |
| Polska     | złota płyta        | 35 000+  | 2                 |
| Szwajcaria | platynowa płyta    | 40 000+  | 5                 |